# Psilocybe stuntzii
Psilocybe stuntzii är en svampart som beskrevs av Guzmán & J. Ott 1977. Psilocybe stuntzii ingår i släktet slätskivlingar och familjen Strophariaceae.   Inga underarter finns listade i Catalogue of Life.

## Källor

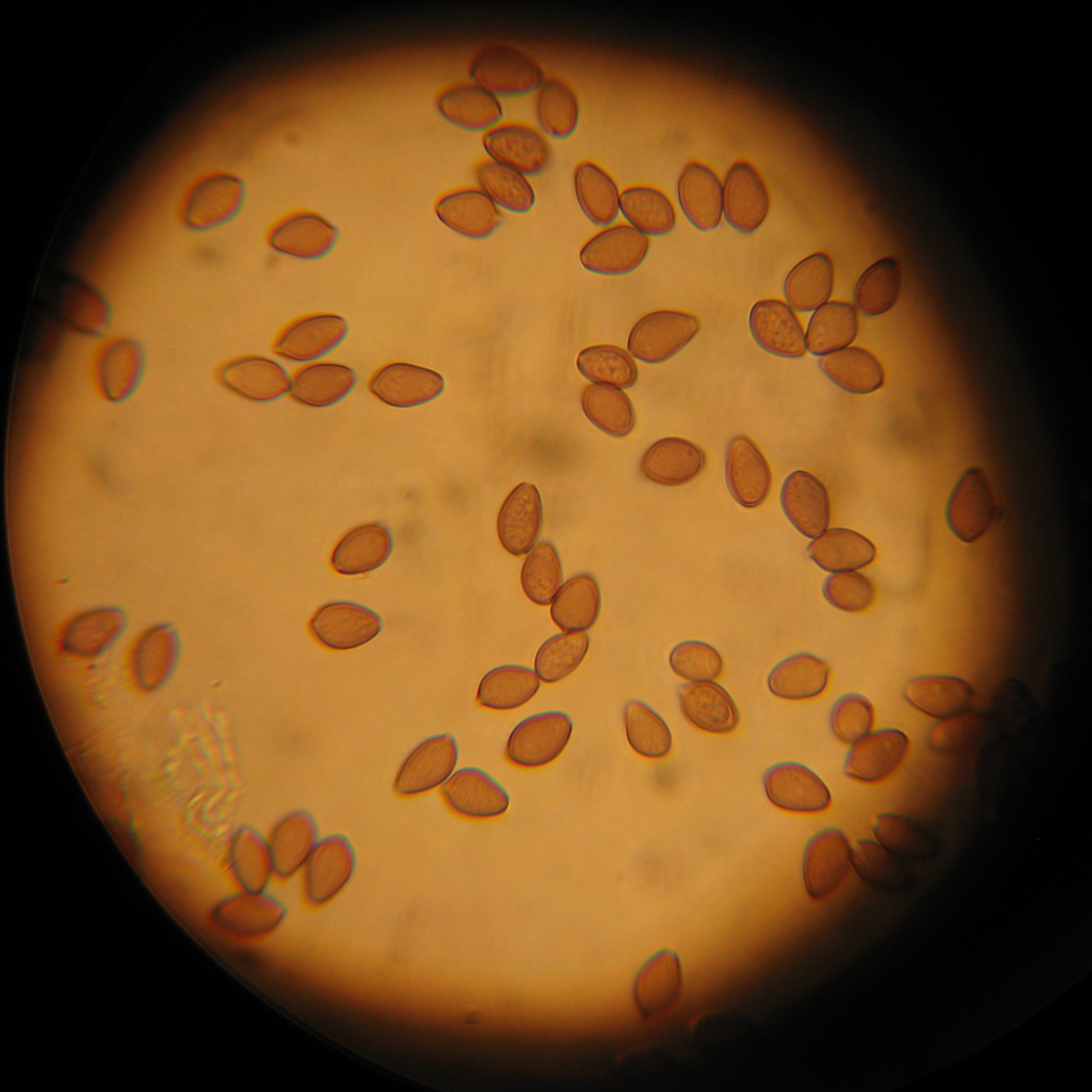